# اندیکا پرکاسا
اندیکا پرکاسا (انگلیسی: Andika Perkasa؛ زادهٔ ۲۱ دسامبر ۱۹۶۴) فرمانده نظامی و سیاست‌مدار اهل اندونزی است، که هم‌اکنون به‌عنوان فرمانده نیروهای مسلح ملی اندونزی فعالیت می‌کند.